# 謝爾普霍夫站
謝爾普霍夫站（羅馬化：Serpukhovskaya）是莫斯科地鐵謝爾普霍夫－季米里亞澤夫線的一個車站。車站開通於1983年11月8日，深度達地下43米。車站拱頂是白色和灰色。